# Выборы императора Священной Римской империи

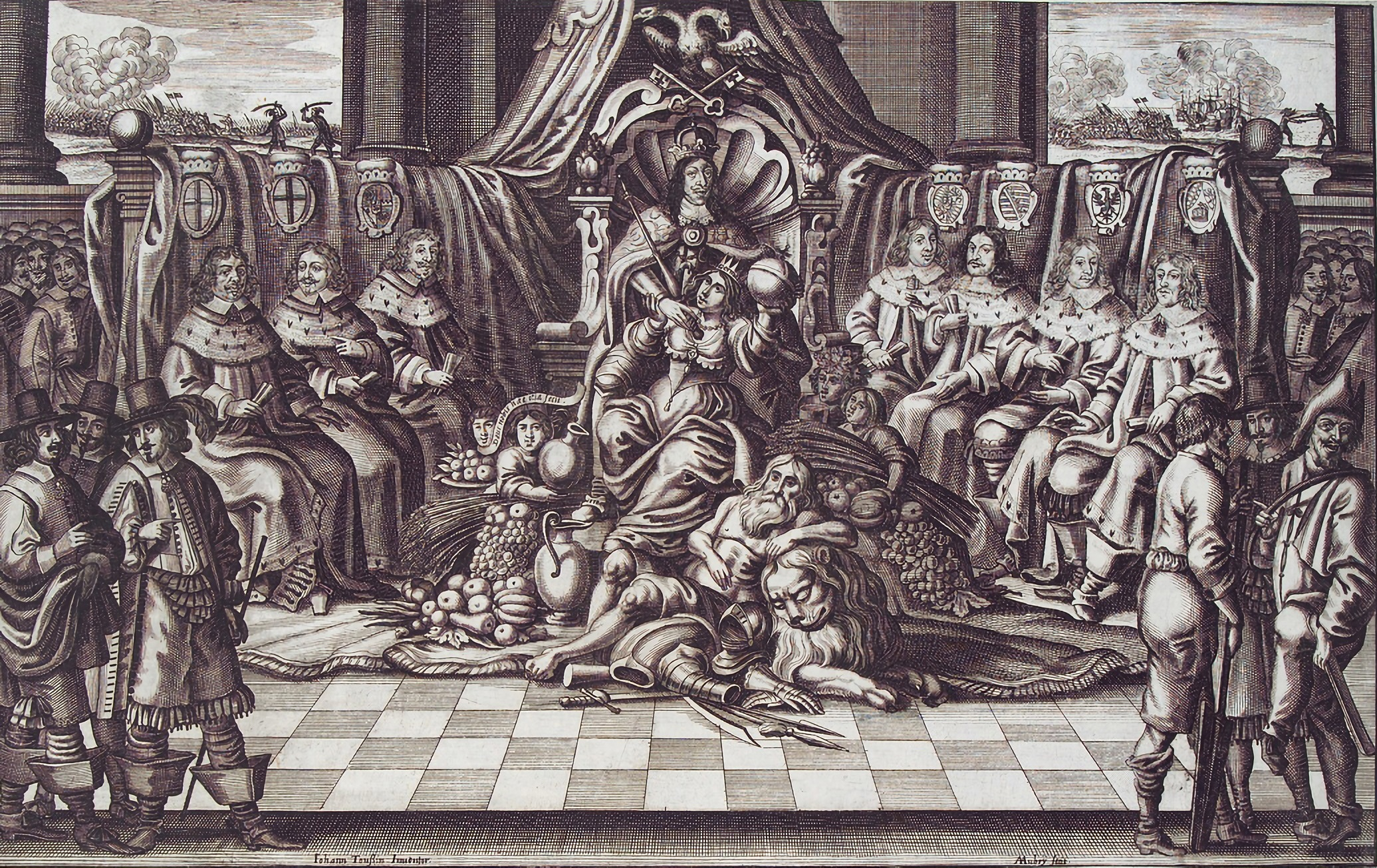
Император Священной Римской империи и восемь князей-выборщков (Трир, Кёльн, Майнц, Богемия, Бавария, Саксония, Брандербург и Курпфальц) Нюремберг, 1663/1664 гг).

Выборы императора Священной Римской империи обычно представляли собой двухэтапный процесс, в ходе которого, по крайней мере, с XIII в. король римлян избирался небольшой группой влиятельнейших князей-выборщиков. Вскоре за этим последовала его коронация папой римским как императора. В 1356 г. император Карл IV провозгласил Золотую буллу, которая стала основным законом, по которому избирались все будущие короли и императоры. После 1508 года папа римский признал, что одних выборов достаточно для использования имперского титула. Последняя папская коронация состоялась в 1530 г.
Хотя Священная Римская империя, возможно, является самым известным примером выборной монархии, между 1438 и 1740 гг. только члены династии Габсбургов избирались императорами, что сделало империю де-факто наследственной монархией.

## Предыстория
После гибели Западной Римской империи в период переселения народов в нескольких варварских королевствах раннего средневековья существовали выборы монарха, как и в Речи Посполитой XVI XVIII вв.

## Князья-выборщики
С XIII в. право избирать императора в Священной Римской империи было предоставлено ограниченному числу имперских князей, так называемых князей-выборщиков. Существуют различные теории возникновения их исключительного избирательного права.
Светские избирательные места передавались по наследству. Однако духовные курфюрсты (и другие князья-(архи)епископы) обычно избирались кафедральными капитулами как религиозные лидеры, но одновременно правили как монархи (князья) территорией имперского подчинения (которая обычно включала часть их епархиальной территории). Таким образом, княжества-епископства также были выборными монархиями. То же самое относится и к принцам-аббатствам, чьи принцы-аббатисы или принцы-аббаты избирались коллегией священнослужителей и имперским путем назначались княжескими правителями на соответствующей территории.
Первоначально семь курфюрстов выбрали «римского короля», как был известен назначенный императором наследник. Затем избранный король был коронован Папой. Князьями-выборщиками были:

### Духовные выборщики
- Князь-архиепископ Майнца
- Князь-архиепископ Кёльна
- Князь-архиепископ Трира

### Светские выборщики
- Король Богемии.
- Курпфальц
- Герцог Саксонии
- Маркграф Брандербурга
- Герцог Баварии; в 1623 г. заменил Курпфальц из-за восстания чешских сословий.
- Герцог Брауншвейг-Люнебурга, статус получен в 1692 г.